# Orna Donath

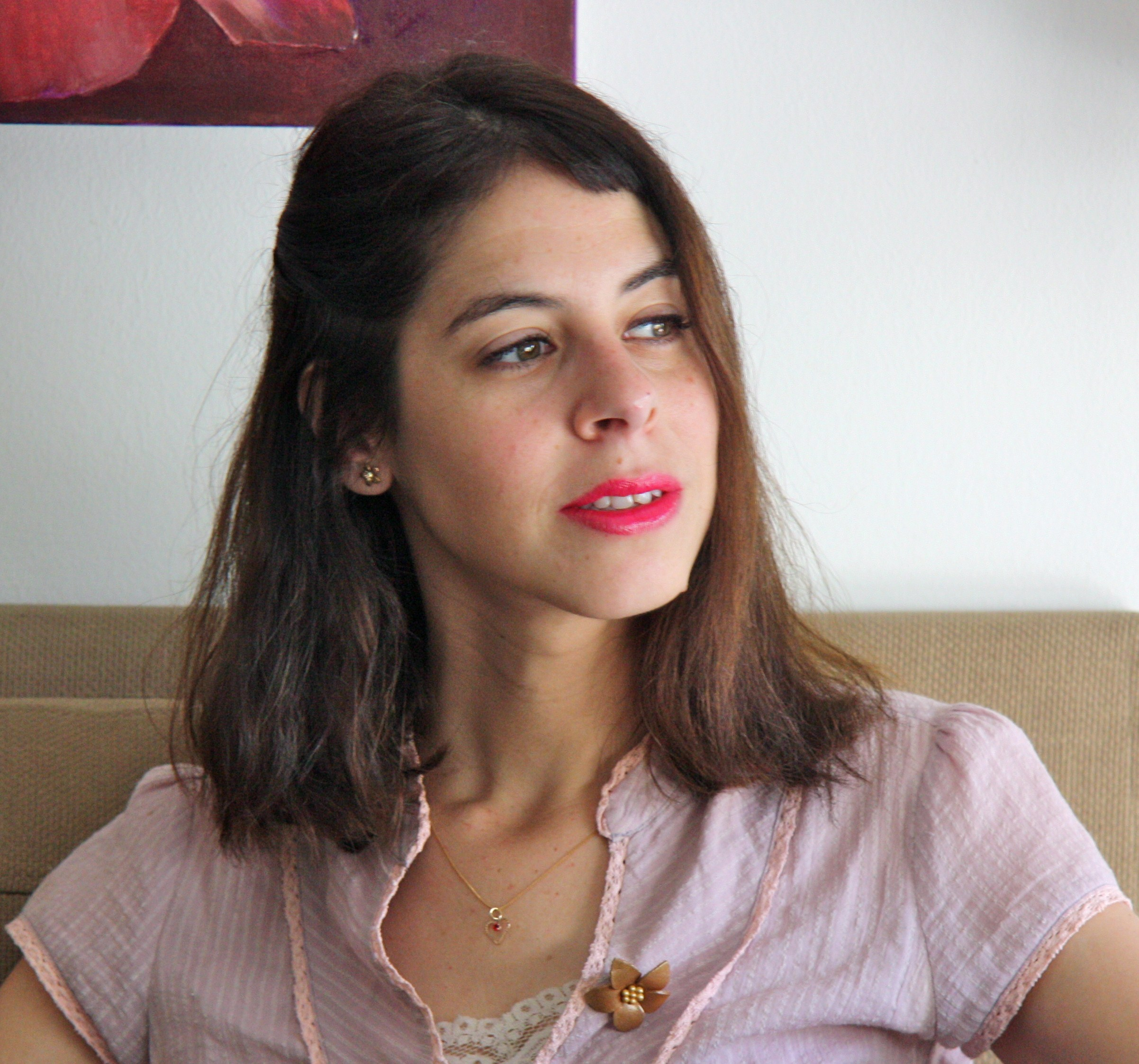
Orna Donath 2011

Orna Donath (geboren 1976) ist eine israelische Soziologin.
Sie untersucht an der Ben-Gurion-Universität im Negev in Beʾer Scheva die gesellschaftlichen Erwartungen, die an Frauen, Mütter wie Nichtmütter, gestellt werden. Nach ihrer Studie Making a Choice: Being Childfree in Israel aus dem Jahr 2011 über Frauen in Israel, die sich gegen Kinder entscheiden, erschien mit Regretting motherhood ihre erste internationale Buchveröffentlichung über Mütter, die anhaltend bereuen, Mutter geworden zu sein. Die Veröffentlichung löste in den sozialen Medien und insbesondere in Deutschland eine kontroverse Diskussion aus.
Orna Donath ist Postdoc-Stipendiatin für Gender Studies am Center for Women’s Health Studies and Promotion. Sie betreibt Qualitative Sozialforschung und versteht sich als feministische Wissenschaftlerin. Über ihre wissenschaftliche Arbeit hinaus engagiert sie sich seit mehr als zehn Jahren ehrenamtlich für das Rape Crisis Center der Scharonebene in Raʿananna.

## Veröffentlichungen
- Wenn Mütter bereuen = #regretting motherhood. Aus dem Englischen von Karlheinz Dürr und Elsbeth Ranke, Knaus, München 2016, ISBN 978-3-8135-0719-5